# Bolesław Żarczyński
Bolesław Żarczyński (ur. 1 grudnia 1906 w Janówce, zm. 16 listopada 1990 w Krakowie) – major Wojska Polskiego.

## Życiorys
W latach 1926–1929 był podchorążym Oficerskiej Szkoły Piechoty w Ostrowi Mazowieckiej. 15 sierpnia 1929 roku Prezydent RP Ignacy Mościcki mianował go podporucznikiem ze starszeństwem z dniem 15 sierpnia 1929 roku i 122. lokatą w korpusie oficerów piechoty, a Minister Spraw Wojskowych wcielił do 50 pułku piechoty Strzelców Kresowych w Kowlu. 17 grudnia 1931 roku awansował na porucznika ze starszeństwem z dniem 1 stycznia 1932 roku i 150. lokatą w korpusie oficerów piechoty. 1 lutego 1932 roku, po ukończeniu Kursu Aplikacyjnego Oficerów Młodszych Żandarmerii w Centrum Wyszkolenia Żandarmerii w Grudziądzu, został przeniesiony do 5 dywizjonu żandarmerii w Krakowie. 9 grudnia 1932 roku został przeniesiony z korpusu oficerów piechoty do korpusu oficerów żandarmerii, w stopniu porucznika ze starszeństwem z dniem 1 stycznia 1932 roku i 4. lokatą. 28 czerwca 1933 roku został przeniesiony do 1 dywizjonu żandarmerii w Warszawie. 24 czerwca 1934 roku został wyznaczony na stanowisko zastępcy dowódcy Szwadronu Ochronnego Żandarmerii, którego zadaniem była ochrona siedziby Generalnego Inspektora Sił Zbrojnych i Ministerstwa Spraw Wojskowych. W 1937 roku został przeniesiony do Morskiego Dywizjonu Żandarmerii na stanowisko dowódcy 2 morskiego plutonu żandarmerii w Helu.
Swoimi działaniami i rozkazami doprowadził do właściwego zabezpieczenia prewencyjnego przez żandarmów obiektów Rejonu Umocnionego Hel, co skutkowało nieznajomością ich dokładnego położenia przez wywiad III Rzeszy. Rozbudował siły wart cywilnych, chroniące poszczególne obiekty militarne, w szczególności składy uzbrojenia i amunicji z zaopatrzeniem dla wojsk lądowych i okrętów Marynarki Wojennej. Każda osoba przybywająca do Helu w celach służbowych czy też prywatnych musiała otrzymać imienną, czasową przepustkę z podpisem dowódcy 2 plutonu lub też jego zastępcy. Udało mu się skompletować sprawny pododdział żandarmerii, złożony ze sprawdzonych żandarmów z różnych jednostek żandarmerii z głębi kraju, właściwie wyposażonych i zaopatrzonych. 
Podczas działań wojennych w Helu (1.09 – 2.10.1939) dowodzony przez niego pluton przejął całość zabezpieczenia policyjnego na tyłach walczących wojsk polskich. Zostały mu przyporządkowane zmilitaryzowane jednostki policji. Podczas 32-dniowej obrony Helu żołnierze jego plutonu pełnili służbę patrolową, dochodzeniową, z powierzonych zadań wywiązując się bardzo dobrze. Wymagający, opanowany, lubiany przez swoich żołnierzy. Ściśle współpracował z Morskim Sądem Wojennym w Helu, prowadząc wraz z podległymi sobie żandarmami postępowania karne w sprawie wszelkich przypadków dezercji, samowolnych oddaleń z WP, a także szpiegostwa, sabotażu lub też pospolitej przestępczości na tyłach wojsk polskich. 
Pod koniec Obrony Helu opanował z pomocą swoich ludzi duży bunt w 13 kompanii przeciwdesantowej, zatrzymując prowodyrów zajść i przekazując ich do dyspozycji sędziego sądu wojennego. 
Do 1945 roku przebywał w niewoli niemieckiej, najdłużej w Oflagu II C Woldenberg. Był aktywnym uczestnikiem konspiracji obozowej. Co najmniej dwa razy podejmował próby ucieczki z obozu. 
Po wojnie powrócił do kraju, osiadł w Krakowie. Niechętny nowej władzy, opisywany przez nią w dokumentach personalnych jako „niepewny politycznie”. Prześladowany przez Informację Wojska Polskiego. Pracownik fizyczny, m.in. w młynie oraz w fabryce produkującej elementy betonowe użyte przy budowie Nowej Huty. W 1950 roku przeniesiony do rezerwy. W 1970 roku został awansowany w rezerwie do stopnia majora. Wielokrotnie wyróżniany za nienaganną służbę. Zmarł 16 listopada 1990 roku w Krakowie. Pochowany na cmentarzu Rakowickim.
11 czerwca 2015 roku Wydział Żandarmerii Wojskowej w Gdyni otrzymał imię majora Bolesława Żarczyńskiego.

## Ordery i odznaczenia
- Krzyż Srebrny Orderu Wojskowego Virtuti Militari - 13 kwietnia 1967
- Odznaka Pamiątkowa Generalnego Inspektora Sił Zbrojnych - 12 maja 1936